# Даначы
Даначы (Даначи, Динчи, азерб. Danaçı) — село в Загатальском районе Азербайджана.

## Физико-географическая характеристика

### Географическое положение
Село расположено в Алазанской долине, в лесистых предгорьях южных склонов Главного Кавказского хребта, к юго-западу от райцентра — города Закаталы.

## Известные жители
- Махмудов, Ахмед Абдуррауф оглы (15 июня 1926 года — 2002 год) — табаковод, Герой Социалистического Труда (1948 год)[3]

- Мусакова, Месед Абдулмамедовна (20 мая 1910 года — 30 ноября 1972 года) — табаковод, Герой Социалистического Труда(1966 год)[4]

## Образование
В селе три школы: школа № 1 (1980 год, 600 учеников), школа № 2 (1924 год, 700 учеников) и неполная средняя школа № 3 (1930 год, 180 учеников).